# Wybory do Parlamentu Europejskiego w Hiszpanii w 1999 roku
Wybory do Parlamentu Europejskiego odbyły się w Hiszpanii 13 czerwca 1999 wraz z wyborami lokalnymi i regionalnymi. Hiszpanie wybierali 64 przedstawicieli do Parlamentu w Strasburgu w jednym okręgu wyborczym.

## Wyniki
Frekwencja wyniosła 63,05% – o 4% więcej niż przed 5 laty. Spośród 36 zgłoszonych list osiem otrzymało mandaty w PE. Najwięcej wyborców oddało jak poprzednio głos na Partię Ludową. Będąca w koalicji z Partią Demokratyczną Nowej Lewicy (Partido Democrático de la Nueva Izquierda) PSOE przybrała nazwę PSOE–Progresiści i znalazła się na drugim miejscu. Partia Ludowa wygrała we wszystkich Wspólnotach poza Andaluzją, Asturią, Wyspami Kanaryjskimi, Katalonią, Estremadurą i Krajem Basków. Trzecie miejsce uzyskała Zjednoczona Lewica zblokowana z Inicjatywą na rzecz Katalonii tracąc jednak połowę głosów. Mandaty uzyskały Konwergencja i Jedność, Koalicja Europejska (wygrała na Wyspach Kanaryjskich), Koalicja Nacjonalistyczna - Europa Narodów, Galicyjski Blok Nacjonalistyczny oraz Euskal Herritarrok. PP i PSOE uzyskały łącznie 75% głosów (o 4% więcej niż w 1994).

## Tabela
| ← Wybory do Parlamentu Europejskiego w Hiszpanii w 1999 roku → |                       |           |       |         |                           |
| Partia                                                         | Lider listy           | Głosy     | %     | Mandaty | Zmiana w stosunku do 1994 |
| Partia Ludowa                                                  | Loyola de Palacio     | 8 410 993 | 39,74 | 27      | -1                        |
| PSOE – Progresiści                                             | Rosa Díez             | 7 477 823 | 35,33 | 24      | +2                        |
| Zjednoczona Lewica–Lewica Zjednoczona i Alternatywna           | Alonso Puerta         | 1 221 566 | 5,77  | 4       | -5                        |
| Konwergencja i Jedność                                         | Pere Esteve           | 937 687   | 4,43  | 3       | =                         |
| Coalición Europea                                              | Isidoro Sánchez       | 677 094   | 3,20  | 2       | +2                        |
| Coalición Nacionalista + Europa de los Pueblos                 | Josu Ortuondo         | 613 968   | 2,90  | 2       | =                         |
| Bloque Nacionalista Galego                                     | Camilo Nogueira       | 349 079   | 1,65  | 1       | +1                        |
| Euskal Herritarrok                                             | Koldo Gorostiaga      | 306 923   | 1,45  | 1       | +1                        |
| Zieloni – Lewica dla Ludu                                      | Antoni Gutiérrez Díaz | 300 874   | 1,42  | 0       | 0                         |